# Parecoxib

Strukturformel

Parecoxib är en kemisk förening med formeln C19H18N2O4S. Ämnet är ett smärtstillande och inflammationsdämpande läkemedel som verkar genom att hämma enzymet COX-2. Parecoxib säljs under namnet Dynastat i Sverige och finns endast som pulver för injektionsvätska i Sverige, och på grund av detta så används det mestadels bara på sjukhus.
Normal dos är 40 mg som sedan kan ökas med 20 till 40 mg var sjätte till tolfte timme och ska administreras intramuskulärt eller intravenöst.